# USS Jordan (DE-204)
USS Jordan (DE-204) là một tàu hộ tống khu trục lớp Buckley được Hải quân Hoa Kỳ chế tạo trong Chiến tranh Thế giới thứ hai. Tên nó được đặt theo Đại úy Hải quân Julian Bethune Jordan (1904-1941), người từng phục vụ trên thiết giáp hạm Oklahoma (BB-37) và đã tử trận trong cuộc tấn công Trân Châu Cảng vào ngày 7 tháng 12, 1941. Nó đã phục vụ cho đến khi chiến tranh kết thúc, xuất biên chế năm 1945 và bị tháo dỡ năm 1947.

## Thiết kế và chế tạo
Những chiếc thuộc lớp tàu hộ tống khu trục Buckley có chiều dài chung 306 ft (93 m), mạn tàu rộng 37 ft 1 in (11,30 m) và độ sâu mớn nước khi đầy tải là 11 ft 3 in (3,43 m). Chúng có trọng lượng choán nước tiêu chuẩn 1.400 tấn Anh (1.400 t); và lên đến 1.740 tấn Anh (1.770 t) khi đầy tải. Hệ thống động lực bao gồm hai turbine hơi nước General Electric công suất 13.500 mã lực (10.100 kW), dẫn động hai máy phát điện công suất 9.200 kilôwatt (12.300 hp) để vận hành hai trục chân vịt;  công suất 12.000 hp (8.900 kW) cho phép đạt được tốc độ tối đa 23 kn (26 mph; 43 km/h), và có dự trữ hành trình 6.000 nmi (6.900 mi; 11.000 km) khi di chuyển ở vận tốc đường trường 12 kn (14 mph; 22 km/h).
Vũ khí trang bị bao gồm ba pháo 3 in (76 mm)/50 cal trên tháp pháo nòng đơn có thể đối hạm hoặc phòng không, một khẩu đội 1,1 inch/75 caliber bốn nòng và tám pháo phòng không Oerlikon 20 mm. Vũ khí chống ngầm bao gồm một dàn súng cối chống tàu ngầm Hedgehog Mk. 10 (có 24 nòng và mang theo 144 quả đạn); hai đường ray Mk. 9 và tám máy phóng K3 Mk. 6 để thả mìn sâu. Khác biệt đáng kể so với lớp Evarts dẫn trước là chúng có thêm ba ống phóng ngư lôi Mark 15 21 inch (533 mm). Thủy thủ đoàn đầy đủ bao gồm 186 sĩ quan và thủy thủ.
Jordan được đặt lườn tại Xưởng hải quân Charleston ở Charleston, South Carolina vào ngày 5 tháng 6, 1943. Nó được hạ thủy vào ngày 23 tháng 8, 1943; được đỡ đầu bởi bà Lucy H. Jordan, vợ góa Đại úy Jordan, và nhập biên chế vào ngày 17 tháng 12, 1943 dưới quyền chỉ huy của Hạm trưởng, Thiếu tá Hải quân Frederick Chester Billing.

## Lịch sử hoạt động
Sau khi hoàn tất chuyến đi chạy thử máy huấn luyện tại khu vực Bermuda, Jordan đi đến New York vào giữa tháng 3, 1944 để làm nhiệm vụ hộ tống vận tải. Nó khởi hành vào ngày 17 tháng 4 trong thành phần hộ tống một đoàn tàu vận tải vượt Đại Tây Dương để hướng sang Gibraltar, đến nơi vào ngày 1 tháng 5, chuyển giao những tiếp liệu cần thiết cho chiến trường Địa Trung Hải. Sau khi quay trở về New York vào cuối tháng đó, nó còn thực hiện thêm một chuyến đi sang châu Âu vào tháng 6 trước khi đảm nhiệm vai trò tàu huấn luyện. Trong tháng 7 và tháng 8, con tàu hoạt động huấn luyện tại khu vực Quonset Point, Rhode Island, rồi đi đến Port Everglades, Florida vào ngày 17 tháng 9 để thử nghiệm sonar thực hành.
Jordan được bảo trì tại Xưởng hải quân Charleston trước khi tiếp tục hoạt động thử nghiệm sonar tại Port Everglades vào đầu năm 1945. Sang tháng 5, nó được phái đi hộ tống một đoàn tàu vận tải hướng sang Địa Trung Hải, rồi quay trở về New York vào ngày 10 tháng 6. Con tàu tham gia các hoạt động huấn luyện tàu ngầm ngoài khơi New London, Connecticut và thực hành huấn luyện tại vịnh Guantánamo, Cuba trong suốt mùa Hè. Những thử nghiệm nó tiến hành đã giúp cải tiến thiết bị và chiến thuật được áp dụng trong chiến tranh chống tàu ngầm.
Đang khi thực hành huấn luyện vào ngày 18 tháng 9, Jordan gặp tai nạn va chạm với chiếc tàu buôn SS John Sherman, bị hư hại và phải đi vào xưởng tàu để sửa chữa. Nó đi đến Charleston vào ngày 4 tháng 10, và ở lại đây cho đến khi được cho xuất biên chế vào ngày 19 tháng 12, 1945 và được đưa về Hạm đội Dự bị Đại Tây Dương. Con tàu không bao giờ được đưa ra hoạt động trở lại; tên nó được cho rút khỏi danh sách Đăng bạ Hải quân vào ngày 8 tháng 1, 1946, và con tàu được bán cho hãng tại vào tháng 7, 1947.

## Phần thưởng[2]
|  |  |  |

| Huân chương Chiến dịch Hoa Kỳ | Huân chương Chiến dịch Châu Âu-Châu Phi-Trung Đông | Huân chương Chiến thắng Thế Chiến II |